# Utrechtska unija
Utrechtska unija (nizozemski: Unie van Utrecht) bio je ugovor potpisan 23. siječnja 1579. u nizozemskom gradu Utrechtu, kojim su se ujedinile sjeverne provincije, tada pod vlašću habasburške Španjolske.

## Povijest
Ugovor su prve potpisale tadašnje grofovije Holland, Zeeland, Utrecht (ali ne cijela) i Groningen (ali ne i grad). Taj ugovor je bio reakcija protestantskih provincija, na Arassku uniju (nizozemski: Unie van Atrecht) koju su na početku 1579., osnovale južne provincije kao znak svoje podrške katoličkoj Španjolskoj.
Tijekom narednih mjeseci 1579. Uniji je pristupio i grad Gent iz Frieslanda kao i 3/4 Grofovije Gelre (današnja provincija Gelderland), u ljeto 1579. Uniji su se pridružili Amersfoort, Ypres, Antwerpen, Breda i Bruxelles. U veljači 1580. u Uniju su ušli i Lier i Brugge s okolicom. U travnju 1580., ugovor su potpisali Overijssel i Drenthe, a i grad grad Zutphen pa je tako kompletna Grofovija Gelre bila u Uniji. Pod pritiskom stadtholdera Frieslanda Georga van Lalainga popustio je i grad Groningen pa je tako i ta provincija cijela stala uz Uniju. Tako je uz Uniju stalo sedam provincija, pa se ona drži za temelj Nizozemske Republike koju se ponekad i zove  Republika Sedam Ujedinjenih Nizozemski (Republiek der Zeven Verenigde Provinciën), koju španjolske vlasti nisu priznale sve do dvanaest godišnjeg primirja 1609.
Nakon tog je španjolska vojska okupirala gotovo cijelu Flandriju i pola Brabanta, iako su tad potpisnice Utrechtske unije, još uvijek priznavale španjolska vladavinu. Ipak je Unija pridonijela pogoršanju odnosa između nizozemskih provincija i španjolskog kralja, pa su one 1581. objavile Proglas o nezavisnosti.
Nakon tog se razbuktao dugi, osamdesetgodišnji rat, poznat kao Nizozemska revolucija.

## Vanjske poveznice
- Union of Utrecht na portalu Encyclopædia Britannica (engl.)